# Acrea
Acrea, kurz für Ateliers de Création Automobile, war ein französischer Automobilhersteller mit Sitz in Plaisir im Département Yvelines.
Einziges Produkt des Unternehmens war der kleine Roadster Acrea Zest, der von einem Zweizylindermotor mit 505 cm³ Hubraum angetrieben wurde. Das Fahrzeug hatte keine Türen. Ein Dach war als Zusatzausstattung erhältlich. Angetrieben wurde das Fahrzeug von einem 21 PS starken Motor.
Die Produktion lief von 2005 bis 2014.